# 小行星7891
小行星7891（7891 Fuchie）是一颗绕太阳运转的小行星，为主小行星带小行星。该小行星于1994年11月11日发现。

## 轨道参数
小行星7891的轨道半长轴为2.2802676 UA，离心率为0.146。